# 6396 Schleswig
6396 Schleswig eller 1991 AO3 är en asteroid i huvudbältet som upptäcktes den 15 januari 1991 av den tyske astronomen Freimut Börngen vid Tautenburg-observatoriet. Den är uppkallad efter Schleswig.
Asteroiden har en diameter på ungefär 3 kilometer.